# Thomisus perspicillatus
Thomisus perspicillatus es una especie de araña cangrejo del género Thomisus, familia Thomisidae. Fue descrita científicamente por Thorell en 1890.

## Distribución
Esta especie se encuentra en Borneo y Célebes.